# Helena Reis
Helena dos Santos Reis (São José do Rio Preto, 28 de janeiro de 1970) é uma militar brasileira, ex-Secretária Chefe da Casa Militar e Coordenadora da Defesa Civil do Estado de São Paulo e atual Secretária dos Esportes do governo do Estado de São Paulo.

## Família e educação
Helena é a mais nova de seis filhos de um sargento da Polícia Militar de São Paulo, a quem a inspirou a seguir uma carreira militar. É graduada em Direito pela Universidade Cruzeiro do Sul e em Turismo pela União das Faculdades dos Grandes Lagos. Possui pós-graduação em Planejamento pela Universidade Federal Fluminense, e mestrado e doutorado em Ciências Policiais de Segurança e Ordem Pública pelo Centro de Altos Estudos Superiores, da Academia de Polícia Militar do Barro Branco.

## Carreira

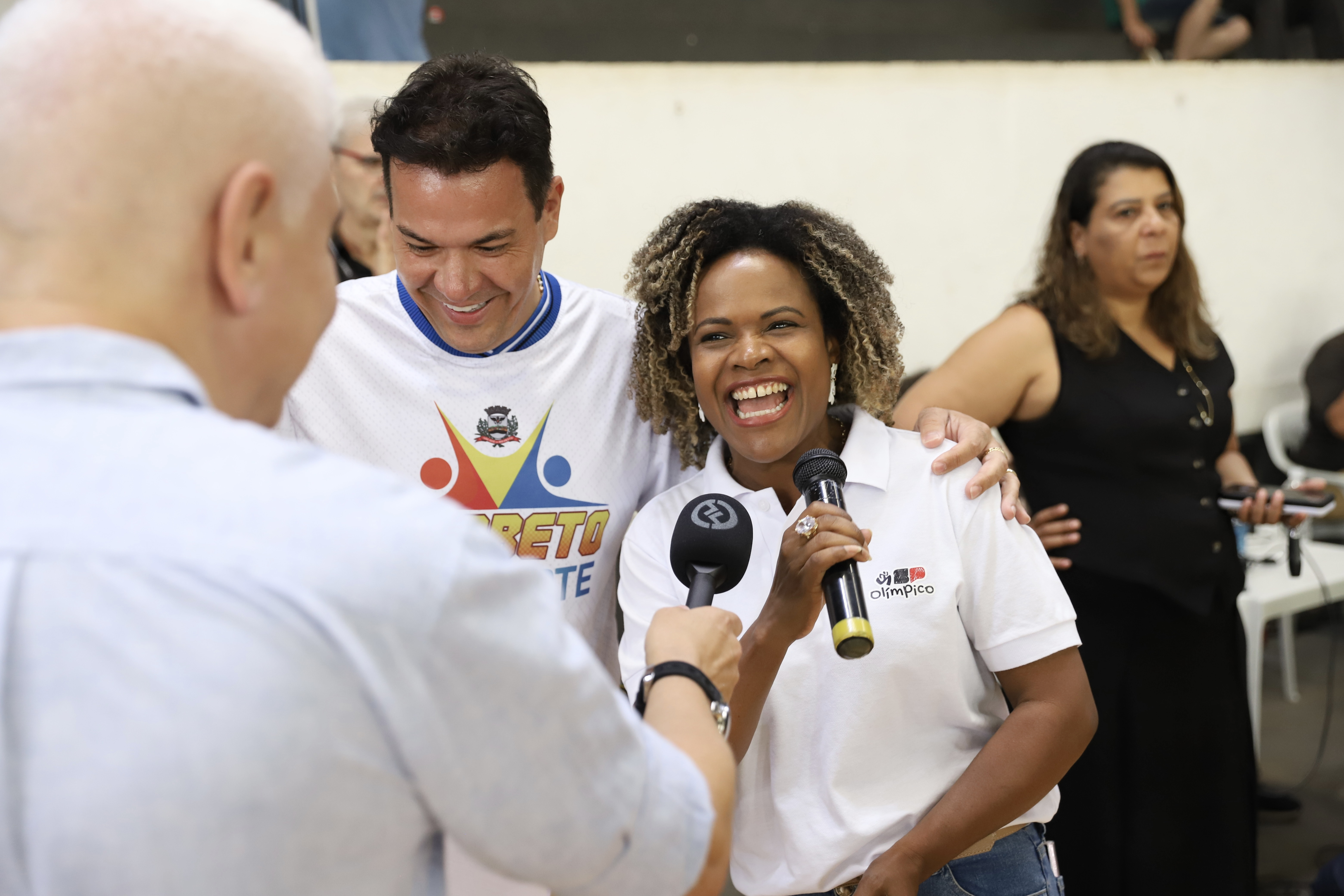
Reis durante os Jogos da Melhor Idade (JOMI) em São José do Rio Preto (2023)

Em 1988, Helena foi aprovada no concurso da Academia de Polícia Militar do Barro Branco. Em uma turma composta por 800 homens e 15 mulheres, formou-se em 1994. Iniciou como aspirante oficial e em seguida se tornou tenente, começando a trabalhar no policiamento de regiões da cidade de São Paulo. Em 1995, foi transferida para Catanduva e posteriormente para São José do Rio Preto, onde permaneceu até janeiro de 2014, quando foi promovida a tenente-coronel.
Em 2015, foi promovida a coronel, a primeira mulher a receber tal distinção, e passou a ficar responsável pelo curso de formação de sargentos. Em janeiro de 2015, o governador Geraldo Alckmin a nomeou como Secretária Chefe da Casa Militar, o mais alto posto da hierarquia militar do Estado de São Paulo, e Coordenadora da Defesa Civil do Estado de São Paulo. Tornou-se, com isso, a primeira mulher negra a deter um cargo no alto escalão do governo paulista.
Em 2022, foi candidata a deputada estadual em São Paulo pelo Republicanos. Conquistou 53.482 votos, porém não foi eleita. Assume como suplente em 25 de junho de 2024
No dia 1 de janeiro de 2023, foi empossada como Secretária dos Esportes do governo paulista.